# Подгорці (Хорватія)
45°58′ пн. ш. 16°47′ сх. д. / 45.96° пн. ш. 16.79° сх. д.
Подгорці (хорв. Podgorci) — населений пункт у Хорватії, у Б'єловарсько-Білогорській жупанії у складі громади Ровище.

## Населення
Населення за даними перепису 2011 року становило 444 осіб.
Динаміка чисельності населення поселення: